# Bavincourt
Bavincourt település Franciaországban, Pas-de-Calais megyében. Lakosainak száma 419 fő (2022. január 1.). Bavincourt Fosseux, Saulty, Bailleulmont, Barly, Gouy-en-Artois és La Herlière községekkel határos.

## Népesség
A település népességének változása:
| Lakosok száma | 382  | 382  | 389  | 378  | 378  | 385  | 396  | 408  | 419  |
|               | 2013 | 2015 | 2016 | 2017 | 2018 | 2019 | 2020 | 2021 | 2022 |